# Ideen-Erfindungen-Neuheiten-Ausstellung
Die Ideen-Erfindungen-Neuheiten-Ausstellung, kurz iENA, ist eine in Nürnberg abgehaltene Messe für Erfinder und Tüftler. Sie ist die weltgrößte Messe ihrer Art und wurde 2018 zum 70. Mal veranstaltet. Anbieter ist die AFAG Messen und Ausstellungen GmbH.